# 世界か彼女か選べない
『世界か彼女か選べない』（せかいかかのじょかえらべない）は、内山敦司による日本の漫画作品。『別冊少年マガジン』（講談社）にて、2017年5月号から2020年9月号まで連載。選択後の話が『マガジンポケット』（同）にて2020年8月19日から9月30日まで掲載された。通称「せかかの」。キャッチコピーは「世界終了系彼女降臨！」。
世界終了系ヒロインの藤咲歩美と幼馴染の中川光輝の恋愛模様を描くラブコメディ。

## あらすじ
高校生の中川光輝は、幼なじみの藤咲歩美に告白しようとするが、謎の美少女・神堂ひかりに妨害され、「あの人はやめたほうがいい」と警告を受ける。光輝は警告を無視し、歩美に再び告白しようとするが、ひかりの放った麻酔銃で歩美を昏倒させられる。光輝から理由を問われたひかりは、8年前に世界中で起こった大災害は歩美のもつ「力」によることが原因だと語る。「力」は歩美の心の傷によって発生し、彼女の心の動揺が現象となって現実世界に影響をおよぼすとされ、ほどなくして歩美の「力」に引き寄せられた隕石が校庭に落下する。ひかりは「歩美をあきらめて自分と付き合う」か、「自分を敵に回し歩美を苦しめ世界を滅ぼす可能性を取る」かの選択を光輝にせまる。そして光輝は、歩美を監視する勢力の介入をうけながらも、歩美と世界の両方を救う方法を模索していくことになる。

## 登場人物
声の項はPVの担当声優。
中川光輝（なかがわ こうき）
本作の主人公である男子高校生。8年前の事故で両親を失った幼なじみの藤咲歩美を気にかけるうちに好意を抱き、学校の屋上で交際を申し込もうとするが、神堂ひかりの妨害を受け、「自分を選べば必ず幸せになる」か、「歩美を選び世界を敵に回す」かの二択を迫られる。
当人の気持ちとしては歩美が一番好きなのだが、ひかりの色仕掛けに揺るがされ、そのたびに嫉妬した歩美に制裁を受ける。また天使にも校内で積極的にアプローチされるようになり、美少女達に好意を寄せられる様が男子生徒たちの激しい嫉妬の対象となっている。
私服のセンスが悪く、「エロ」などと堂々と書かれたものを着ている。
藤咲歩美（ふじさき あゆみ）
声 - 野水伊織
本作のヒロイン。中川光輝の幼なじみである女子高生。学園のマドンナとして人気を集めているが、光輝の前では気が強く嫉妬深い本性を見せる。
8年前の事故で両親を亡くしたことから「ひとりだけ生き残った自分は幸せになる資格はない」と心を閉ざし、立ち直った現在でも光輝以外の人間のまえでは文武両道の優等生を演じるようになった。光輝には幸せになって欲しいと願い、憎まれ口をたたきながらも、なにかと世話を焼く。
8年前の事故をきっかけに「力」を宿し、自身の感情が不安定になると、世界が崩壊するほどの事象が起こるようになる。感情のコントロールは上手く簡単に暴走することはないが、光輝の告白以降はしばしば暴走を起こしかねない事態に見舞われている。
身寄りが無いあんずを過去の自分と重ね、あんずに自分と一緒に暮らすよう提案し、同居することとなる。
神堂ひかり（じんどう ひかり）
声 - 野水伊織
本作のもう一人のヒロイン。大きい胸のナイスバディが特徴の美少女。校舎の屋上で、光輝の彼女を自称して光輝の告白を遮り、自分と歩美のどちらを選ぶか光輝に迫る。
歩美の感情を激しく動かし「力」が暴走することにならないよう、歩美から光輝を引き離すため、胸を光輝に押し付けたり家に押しかけたりして色仕掛けで迫ってくる。
本編の8年前に光輝・歩美と出会っていて、その時から二人を大切な存在と考えている。光輝・歩美とは中学も同じだったが、光輝が歩美に告白するまではグルグル眼鏡を掛けた影の薄い少女として振る舞っていた。
その正体は神であり、歩美がもつ力の本来の持ち主で、気が遠くなるほど長い年月にわたり「力」を狙われてきた。本編の8年前、歩美が事故に巻き込まれたときに、自分の力と引き換えに歩美を生き返らせた。本来は人ならざる存在であるゆえ、次第に目覚めてはいるものの人間の感情の理解が不足しており、空気の読めない行動が多い。
体育祭以降は、光輝の自宅の屋根裏に住み着く。
ロミオ
「FU☆」が口癖の、銀髪の男。よく自撮りしてSNSに投稿もしている。
体育祭のリレーでアンカーを務めるなど「100年に一人の逸材」と言われるほど抜群の運動神経をもつ。ただし行動がふざけて支離滅裂なところがあるため、運動競技等においても単純に頼りにすることはできず、諸刃の剣と言われる。
かつて中東の裏社会で、伝説の傭兵であった過去を持ち、ひかりによりスパイとして雇われた。仕事中は真面目になり、正体が露見してからは光輝のよき友人となる。
あんず
8年前滅んだ神楽一族の生き残り。嗅覚が鋭く、とくにあんずは神楽一族の中でも特別才能がある。わがままで外見相応な性格。
歩美と同居し、歩美たちの高校にも強引に転入する。
近衛天使（このえ てんし）
光輝の前に現れた美少女。病気のため長期間にわたり入院生活をしていた。余命も長くないと思われ、自らのやりたいことを優先する感情により動いている。天使というのは本名ではなく、光輝から天使と言われたことで本名を捨て天使の名を用いるようになった。
頭をなでる行為が光輝から喜ばれ、自分を選べば癒されると言い、歩美・ひかりに次ぐ第三の選択肢として立候補する。光輝の高校に転校し、より積極的に光輝にアプローチを行い、ひかりと対立する。
その正体は組織の者で、歩美の力を奪うために暗躍する。
茜（あかね）
8年前に滅んだ神楽一族の生き残り。
気が使えず戦えない自分を普通の人間として生きるよう、あんずの父に逃して貰った直後に組織に拾われる。その際に一族の情報を漏らしてしまい、結果的に神楽一族が全滅してしまった事に負い目を感じている。
組織の一員となった後は天使の付き人となり、自分を必要としてくれる天使を慕い、力を使って彼女を救うためなら、あんずと敵対し、歩美から力を奪い取ることも辞さない姿勢を示している。
中川光（なかがわ ひかり）
光輝と歩美の娘。長女。
神堂ひかりとよく似た容姿で、彼女の生まれ変わりであることを示唆している。
中川天使（なかがわ てんし）
光輝と歩美の娘。次女。
近衛天使とよく似た容姿で、彼女の生まれ変わりであることを示唆している。
竹井美樹（たけい みき）
歩美の同級生、三坂高校バレー部所属。長身とボーイッシュな髪型が特徴で、性格も大雑把な傾向がある。学校では歩美のそばにいることが多い。
その正体は、歩美のデータ収集のため監視として派遣されてきた組織の人間であるが、歩美に対する友情との間で葛藤している。
国仲愛子（くになか あいこ）
歩美の同級生。美樹同様、組織の人間で歩美と共に行動することが多い。
美樹とは対照的で、世界のために歩美から力を奪い取ることを受け入れている様子。
豪六（ごうろく）
組織のボス。歩美から力を抜き取るための装置を開発している。
歩美から力を奪い取り、その力を利用して世界を征服することを目論んでいる。

## 用語
力（ちから）
藤咲歩美の感情の起伏によって引き起こされる、災害などのもとになる生命エネルギー。元来神である神堂ひかりのものであったが、8年前の事故で歩美が死んだときに擬似魂として譲渡し、歩美の蘇生に利用される。以降、歩美の体に内包されることになり使用されるたびに、残量が減少していく。
組織
大昔から神であるひかりの生命エネルギーを狙う集団。
神楽一族（かぐらいちぞく）
代々神を護る一族であったが、8年前に突然絶滅した民族。あんず、茜はその生き残り。

## 書誌情報
- 内山敦司 『世界か彼女か選べない』 講談社〈講談社コミックス〉、全9巻
  1. 2017年8月9日発売[4][5]、ISBN 978-4-06-510118-6
  2. 2018年1月9日発売[6]、ISBN 978-4-06-510719-5
  3. 2018年6月8日発売[7][8]、ISBN 978-4-06-511568-8
  4. 2018年11月9日発売[9][10]、ISBN 978-4-06-513238-8
    - 特装版 同日発売[11]、ISBN 978-4-06-514185-4

  5. 2019年4月9日発売[12]、ISBN 978-4-06-514874-7
  6. 2019年9月9日発売[13]、ISBN 978-4-06-516447-1
  7. 2020年2月7日発売[14]、ISBN 978-4-06-518170-6
  8. 2020年7月9日発売[15]、ISBN 978-4-06-519432-4
  9. 2020年10月9日発売[16]、ISBN 978-4-06-520681-2